# Pato no tucupi

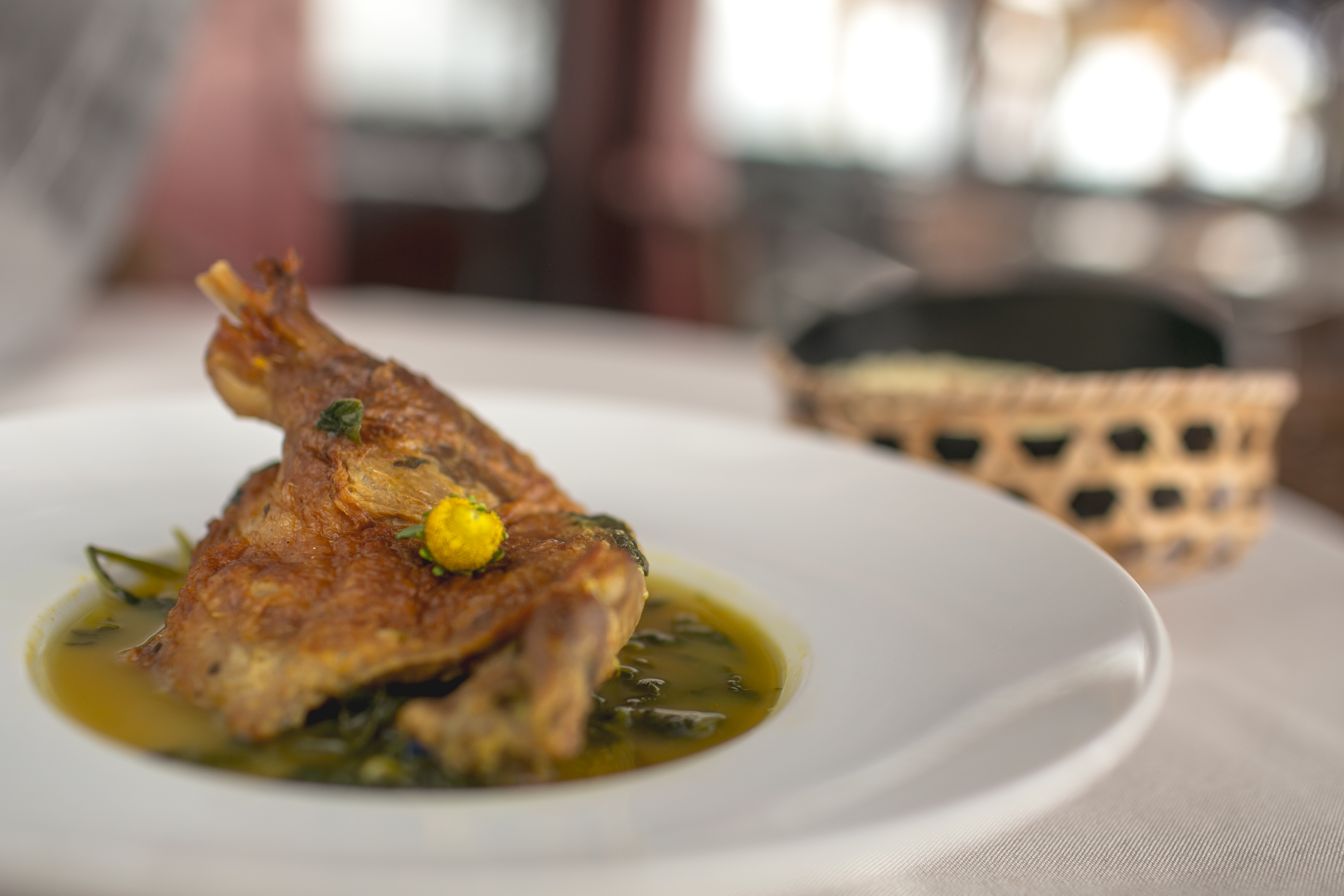
Un plato de Pato al tucupi.

El Pato al tucupi es un plato típico de la cocina paraense elaborado con caldo de tucupí (líquido amarillento elaborado a partir de la mandioca) y jambo (planta típica del norte de Brasil que se emplea enmuchos platos). Se elabora con diversas partes del pato todo ello rehogado con los caldos del tucupí en el horno.